# 鲁定华
鲁定华，河南武陟店人，中华人民共和国政治人物。
担任实业家。全国工商联筹备代表会议代表。1954年，当选第一届全国人民代表大会代表。